# 1572
1572 (MDLXXII) a fost un an bisect al calendarului iulian, care a început într-o zi de marți.

## Evenimente
- 24 august: Noaptea Sfântului Bartolomeu măcelărirea hughenoților în Paris (vezi și Henric al IV-lea al Franței).
- 13 noiembrie: Se naște în insula Creta Kyrillos Lukaris, patriarhul Alexandriei și Constantinopolului.

- Începe domnia lui Ioan Vodă cel Cumplit în Moldova (1572-1574).

## Nașteri
- 8 noiembrie: Johann Sigismund, Elector de Brandenburg (d. 1619)

## Decese
- 28 februarie: Ecaterina de Austria, regină a Poloniei, 38 ani (n. 1533)
- 1 mai: Papa Pius al V-lea (n. Antonio Ghislieri), 68 ani (n. 1504)
- 9 iunie: Ioana a III-a a Navarei (n. Jeanne d'Albret), 43 ani (n. 1528)
- 19 septembrie: Arhiducesa Barbara de Austria, 33 ani, fiica împăratului Ferdinand I (n. 1539)